# Björn Hellkvist
Björn Hellkvist, född 3 januari 1977 i Malmö, är en svensk ishockeytränare och tidigare ishockeyspelare, som är huvudtränare för Växjö Lakers HC.
Efter en spelarkarriär i Rögle BK och Jonstorps IF tog Hellkvist säsongen 2004/2005 över som tränare i Jonstorps IF och var kvar där i tre år i division 1. Tränarkarriären fortsatte efter det i Rögle BK:s juniorverksamhet innan han under kvalserien 2010 tog över som assisterande tränare för herrlaget tillsammans med Pelle Svensson. Trots att Rögle förlorade sin plats i Elitserien fortsatte Hellkvist som huvudtränare för klubben i allsvenskan, där han stannade tills en aggressiv variant av Parkinsons sjukdom tvingade honom att pausa tränarkarriären 2011.
Säsongen 2013/2014 var Hellkvist tillbaka som assisterande tränare, men då i Malmö Redhawks, där han var med och avancerade till SHL och tog över som huvudtränare 2015/2016. Efter en säsong i Malmö fortsatte Hellkvist med en säsong i Rungsted Seier Capital i Danmark och därefter en säsong i IK Oskarshamn i hockeyallsvenskan. Inför säsongen 2017/2018 tog Hellkvist över Modo Hockey som efter att ha förlorat kvalet året tidigare flyttats ned från SHL. I april 2020 bröt Modo och Hellkvist ett nyskrivet treårskontrakt och Hellkvist presenterades som huvudtränare för Leksands IF, där han fram till hösten 2023 var huvudtränare med Mikael Karlberg och Fredrik Hallberg som assisterande tränare.
Säsongen 2024/2025 var han huvudtränare för Björklöven. Hellkvist är säsongen 2025/2026 huvudtränare för Växjö Lakers HC.
Tillsammans med Annica Holmberg skrev Hellkvist 2012 boken Shaking generation, som handlar om livet med Parkinsons sjukdom.

## Tränaruppdrag
- Jonstorps IF, Division 1 (2004-2007)
- Rögle BK, J18 Elit (2007-2008)
- Rögle BK, Elitserien (2008-2010)
- Rögle BK,	Hockeyallsvenskan (2010-2011)
- Malmö Redhawks, Hockeyallsvenskan (2013-2015)
- Malmö Redhawks, SHL (2015-2016)
- Rungsted Seier Capital, Danmark (2016-2017)
- IK Oskarshamn, Hockeyallsvenskan (2017-2018)
- MODO Hockey, Hockeyallsvenskan (2018-2020)
- Leksands IF, SHL (2020-2023)
- IF Björklöven, Hockeyallsvenskan (2024-)